# Jimma
Jimma (eller Jima) er en by i det vestlige Etiopien, med et indbyggertal på cirka 177.900 (pr. 2015). Byen er hovedstad i en zone af samme navn.

## Kendte personer fra Jimma
- Præsident Mengistu Haile Mariam (født i Jimma 1937)
- Premierminister Abiy Ahmed